# Ilava
Ilava is een Slowaakse gemeente in de regio Trenčín, en maakt deel uit van het district Ilava.
Ilava telt 5451 inwoners.

## Geboren
- Ľubomír Šatka (1995), voetballer